# ウェルシュ・ブルー・グレイ
ウェルシュ・ブルー・グレイ（英：Welsh Blue-Grey）は、イギリスのウェールズ原産の希少な牧羊犬種である。

## 概要
ボーダー・コリーに似た外見をしているが、体全体が「ストレートブルーの霞」と形容される美しい毛色をしている。
非常に優れた作業犬であるが、極めて希少な犬種となっており、熱心な愛好家の保護や支援がなければ長期的な存続は厳しいのが現状である。この犬種が残っている数少ない農場では、貴重な存在として重宝されている。